# Радиовце
Радиовце или Радиовци (на македонска литературна норма: Радиовце; на албански: Radiovca, Радиовца) е село в Северна Македония, в Община Бървеница.

## География
Селото е разположено в областта Горни Полог, на левия бряг на Вардар.

## История
В османски данъчни регистри на немюсюлманското население от вилаета Калканделен от 1626-1627 година селото е отбелязано под името Радиовиче с 46 джизие ханета (домакинства).
В края на XIX век Радиовце е село в Тетовска каза на Османската империя. Андрей Стоянов, учителствал в Тетово от 1886 до 1894 година, пише за селото:
| „ | С. Радиовци — има 20 прости съ слама покрити кѫщи и е чифликъ. На селското църковище се коли курбанъ на Димитровдень. | “ |

Според статистиката на Васил Кънчов („Македония. Етнография и статистика“) от 1900 г. Радиовци е село, населявано от 150 жители българи християни.
Според патриаршеския митрополит Фирмилиан в 1902 година в Радуевце има 25 сръбски патриаршистки къщи. Към 1905 година цялото християнско население на селото е под върховенството на Българската екзархия. По данни на секретаря на екзархията Димитър Мишев („La Macédoine et sa Population Chrétienne“) в 1905 година в Радиовце има 200 българи екзархисти. Към 1906-1907 година енорийски свещеник в Радиовци и част от Стенче е Апостол Попаврамов
При избухването на Балканската война Цветко Илиев Серов от Радиовци е доброволец в Македоно-одринското опълчение. След Междусъюзническата война селото остава в Сърбия.
Според Афанасий Селишчев („Полог и его болгарское население“) в 1929 година Радковце е село в Бървенишка община (с център в Жеровяне) в Долноположкия срез и има 47 къщи с 345 жители албанци, но на приложената етническа карта Радиовце е отбелязано като смесено българо-албанско село.
Според преброяването от 2002 година селото има 1049 жители.
| Националност | Всичко |
| македонци    | 346    |
| албанци      | 691    |
| турци        | 0      |
| роми         | 0      |
| власи        | 0      |
| сърби        | 3      |
| бошняци      | 0      |
| други        | 9      |

## Личности
Родени в Радиовце
- Живко Стефановски (1923 – 2008), писател и публицист от Северна Македония
- Цветко Илиев Серов (1894 – ?), македоно-одрински опълченец, 1 рота на 2 скопска дружина[11]
- Софре Георгиевски (? – 1963), войвода

Свързани с Радиовце
- Йован Павловски (р. 1937), писател от Северна Македония